# Centropyge loriculus
Centropyge loriculus is een straalvinnige vissensoort uit de familie van de engel- of keizersvissen (Pomacanthidae). De wetenschappelijke naam van de soort is voor het eerst geldig gepubliceerd in 1874 door Günther.